# Defensor del Pueblo (Navarra)

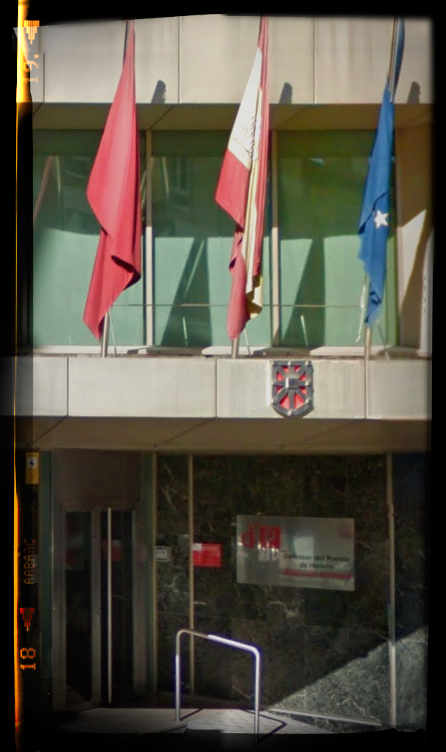
Sede de la institución del Defensor del Pueblo de Navarra. C/ Emilio Arrieta, 12 Bajo. 31002 Pamplona

El Defensor del Pueblo de Navarra (en euskera: Nafarroako Arartekoa) o Defensor del Pueblo de la Comunidad Foral de Navarra es la institución que vela por el cumplimiento de los derechos fundamentales y las libertades públicas de los ciudadanos navarros. Es elegido por el Parlamento de Navarra.
La Ley Foral 4/2000, de 3 de julio, regula esta institución, habiendo sido modificada posteriormente por la Ley Foral 3/2005, de 7 de marzo, la Ley Foral 3/2008, de 21 de febrero, y la Ley Foral 6/2018, de 17 de mayo.
La primera persona que ocupó el cargo fue María Jesús Aranda Lasheras quien tomó posesión el 2 de marzo de 2001, permaneciendo hasta el 22 de marzo de 2007, fecha de la toma de posesión del segundo titular de la institución, Francisco Javier Enériz Olaechea, que permaneció en el cargo hasta el 23 de marzo de 2022.
En la actualidad, desde el 23 de marzo de 2022 y tras el nombramiento realizado por el Pleno del Parlamento de Navarra, Patxi Vera Donazar es el Defensor del Pueblo de Navarra.
La institución tiene su sede  en la calle Emilio Arrieta número 12 bajo, de Pamplona (31002), donde se realiza la atención presencial y se encuentran los recursos humanos y los medios materiales.

## Naturaleza y función
El Defensor del Pueblo de Navarra es un órgano del Parlamento de Navarra al que le corresponde la función de defensa y mejora del nivel de protección de los derechos y libertades amparados por la Constitución y la Ley Orgánica de Reintegración y Amejoramiento del Régimen Foral de Navarra (LORAFNA), en el ámbito competencial de la Comunidad Foral de Navarra, a cuyo efecto puede supervisar la actividad de las Administraciones públicas de Navarra, debiendo dar cuenta de sus actuaciones al Parlamento de Navarra.
Se concibe como una garantía institucional y extrajurisdiccional de los derechos subjetivos que el ordenamiento jurídico público reconoce a los ciudadanos frente a los poderes públicos y a los particulares.
En euskera recibe la denominación de Ararteko, que significa "el que actúa entre", es decir, el mediador.
Es un órgano público, independiente e imparcial, creado por una ley del Parlamento de Navarra, nombrado por este, e instituido como mecanismo de control de la Administración pública para velar por los derechos de los ciudadanos, la legalidad, la justicia de los comportamientos administrativos y la respuesta de la Administración. Tiene la potestad de investigar y de formular recomendaciones, sugerencias y recordatorios de deberes legales. No es un juez, ni un tribunal, ni puede dar órdenes, ni modificar o anular actos administrativos. Busca soluciones a los problemas de los ciudadanos mediante procedimientos de investigación, recomendación y conciliación. Su autoridad e influencia derivan del hecho de que sugiere e informa al Parlamento de Navarra y a las Administraciones públicas de Navarra.

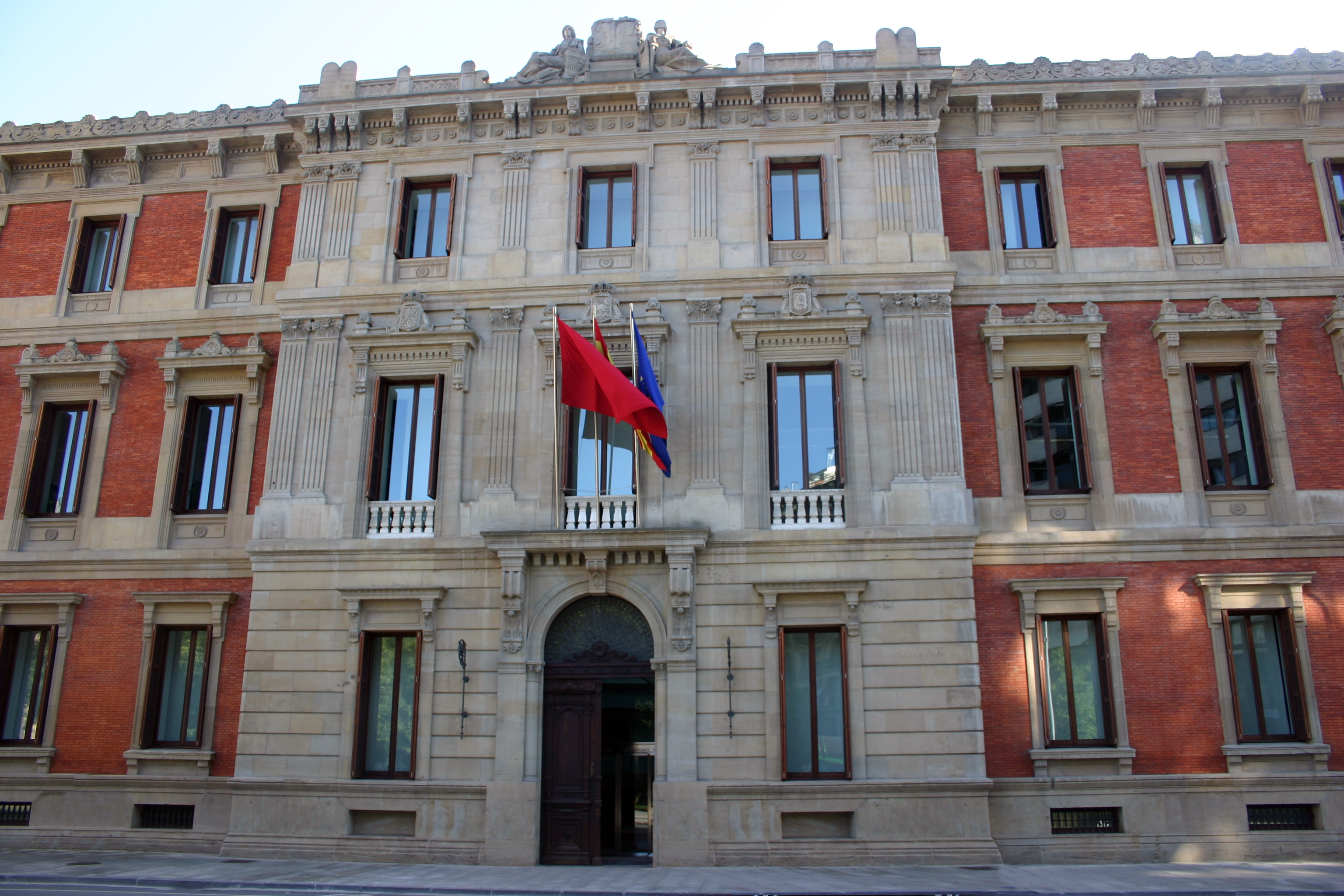
Sede del Parlamento de Navarra en Pamplona

Su elección, atribuciones, régimen jurídico y funcionamiento se regulan por una ley foral que aprueba el Parlamento de Navarra. Dicha ley foral es la Ley Foral 4/2000, de 3 de julio, del Defensor del Pueblo de la Comunidad Foral de Navarra.
La creación de la institución se llevó a cabo sin una previsión que la contemplase en la redacción inicial de la Ley Orgánica de Reintegración y Amejoramiento del Régimen Foral de Navarra. La exposición de motivos de la Ley Foral acude al artículo 49.1 de la LORAFNA y al artículo 148.1.1ª de la Constitución, que contemplan la potestad de las comunidades autónomas de organizar sus instituciones de autogobierno.
La creación fue el resultado de una proposición de Ley Foral presentada por el grupo parlamentario “Socialistas del Parlamento de Navarra”, en el marco de un acuerdo presupuestario entre Unión del Pueblo Navarra (en el gobierno) y el Partido Socialista de Navarra (en la oposición). Con anterioridad, se había intentado infructuosamente la creación de esta figura por el grupo parlamentario de Eusko Alkartasuna en 1989 y el grupo parlamentario de Convergencia de Demócratas de Navarra en 1997, siendo rechazada esta última por Unión del Pueblo de Navarra y el Partido Socialista de Navarra.
La reforma de la Ley Orgánica de Reintegración y Amejoramiento del Régimen Foral de Navarra efectuada por la Ley Orgánica 7/2010, de 27 de octubre, que persigue, entre otros objetivos, la adaptación del texto legal a la nueva realidad jurídico-política existentes, introdujo una mención expresa al Defensor del Pueblo de Navarra, que, por su rango, relevancia y funciones, se considera deben tener cabida en el texto de la LORAFNA.
La Ley Foral 4/2000, de 3 de julio, se desarrolla por el Reglamento de Organización y Funcionamiento del Defensor del Pueblo de la Comunidad Foral de Navarra, aprobado por la Mesa del Parlamento de Navarra el 21 de noviembre de 2005, y modificado por Acuerdos de 12 de febrero de 2007 y 31 de marzo de 2010, de la Mesa del Parlamento de Navarra.
El artículo 1 de esta Ley Foral califica al Defensor del Pueblo de Navarra como "el alto comisionado del Parlamento de Navarra, designado por éste para la defensa y mejora del nivel de protección de los derechos y libertades amparados por la Constitución y, y cuenta como función primordial la de salvaguardar a los ciudadanos y ciudadanas frente a los posibles abusos y negligencias de la Administración".
Asimismo, el preámbulo de la citada Ley Orgánica 7/2010, de 27 de octubre, de reforma de la Ley Orgánica de Reintegración y Amejoramiento del Régimen Foral de Navarra, califica al Defensor del Pueblo de Navarra como una "institución foral de Navarra".
Distintas leyes posteriores a la Ley Foral 4/2000, de 3 de julio, del Defensor del Pueblo de la Comunidad Foral de Navarra, han ido reforzando y ampliando las funciones de esta institución. Así, en la actualidad mencionan al Defensor del Pueblo de Navarra: 
- La Ley Foral 15/2005, de 5 de diciembre, de promoción, atención y protección a la infancia y a la adolescencia, en su artículo 14.3: "El Defensor del Pueblo velará por la defensa de los derechos de la infancia y adolescencia arbitrando las medidas oportunas, entre las cuales estarán las siguientes: a) Actuar de oficio o a instancia de parte mediante quejas de vulneración".

- La Ley Foral 8/2016, de 9 de junio, sobre el Consejo de Navarra. Su artículo 14.2 faculta al Defensor del Pueblo de Navarra para instar a la presidencia del Parlamento de Navarra la petición al Consejo de Navarra de un dictamen no vinculante en asuntos relacionados con los derechos de los ciudadanos. El Consejo de Navarra es el órgano consultivo superior de la Comunidad Foral de Navarra, compuesto por cinco juristas de reconocido prestigio, elegidos por el Parlamento de Navarra.

- La Ley Foral 8/2017, de 19 de junio, de igualdad social de las personas LGTBI+, que, en su artículo 6.1, dispone: “Las Administraciones Públicas de la Comunidad Foral y el Defensor del Pueblo de Navarra velarán por el derecho a la no discriminación, con independencia de la orientación sexual, expresión de género o identidad sexual de la persona o del grupo familiar al que pertenezca. Dichas administraciones e institución pública podrán actuar de oficio, sin necesidad de recibir denuncia o queja”. El artículo 64.2, por su parte, faculta al “Defensor del Pueblo de Navarra para instar al órgano competente para imponer sanciones o incoar los expedientes por incumplimiento de la presente ley foral por causa de acción u omisión de las Administraciones Públicas”. En el artículo 37 se establece el deber del Gobierno de Navarra de entregar al Defensor del Pueblo de Navarra, con una periodicidad anual, un informe de seguimiento de las informaciones que ofrezcan un tratamiento contrario a la diversidad de orientación sexual, expresión de género e identidad sexual o de género.

- La Ley Foral 5/2018, de 17 de mayo, de transparencia, acceso a la información pública y buen gobierno. Esta Ley sustituye y deroga la Ley Foral 11/2012, de 11 de junio, de la transparencia y del gobierno abierto. Su artículo 65 dispone que formará parte del Consejo de Transparencia de Navarra un o una representante del Defensor del Pueblo de Navarra, correspondiendo su designación a esta institución, quien podrá designar, además, un o una suplente para los casos de enfermedad, ausencia o impedimento temporal. El Consejo de Transparencia de Navarra es un órgano independiente de control en materia de transparencia en la Comunidad Foral de Navarra, que vela por el cumplimiento de las obligaciones de publicidad activa y garantiza el derecho de acceso a la información pública por los ciudadanos que tanto esta Ley Foral como la legislación estatal reconocen.
- La Ley Foral 6/2018, de 17 de mayo, por la que se modifican la Ley Foral 14/2004, de 3 de diciembre, del Gobierno de Navarra y de su Presidente, la Ley Foral 19/1996, de 4 de noviembre, de incompatibilidades de los miembros del Gobierno y de los altos cargos de la Administración de la Comunidad Foral de Navarra, y la Ley Foral 4/2000, de 3 de julio, del Defensor del Pueblo de la Comunidad Foral de Navarra.  Su artículo 3 añade un artículo 11 bis a la Ley Foral 4/2000, de 3 de julio, para matizar que el solicitante de una información pública y los terceros interesados que vean que un órgano de la Administración pública les impide o limita, total o parcialmente, el ejercicio de su derecho de acceso a la información pública, pueden dirigir una queja al Defensor del Pueblo de Navarra. El precepto legal no supone realmente ninguna innovación sobre las funciones preexistentes del Defensor del Pueblo de Navarra, ni tampoco tiene ningún efecto práctico las demás especificaciones que se contienen en este artículo añadido que venía recogido en la precedente Ley Foral 11/2012, de 11 de junio, de la transparencia y del gobierno abierto (artículo 68).

- La Ley Foral 17/2019, de 4 de abril, de igualdad entre mujeres y hombres, que tiene por objeto promover las condiciones para que el derecho constitucional a la igualdad entre mujeres y hombres en la Comunidad Foral de Navarra sea real y efectivo en todos los ámbitos y etapas de la vida (artículo 1.1). Su disposición adicional quinta contempla que "el Defensor o Defensora del pueblo, en la forma y condiciones que establece su normativa reguladora, velará especialmente para que las administraciones públicas cumplan las previsiones que establece esta ley foral".

## Puesta en marcha, titulares y confirmación de la institución
La institución se creó en julio de 2000 por la Ley Foral 4/2000, de 3 de julio, si bien no se puso en marcha hasta marzo de 2001. 
La primera Defensora del Pueblo de Navarra fue María Jesús Aranda Lasheras, Licenciada en Derecho y anteriormente parlamentaria foral del grupo socialista, quien, tras su nombramiento por el Pleno del Parlamento de Navarra el 22 de febrero de 2001, tomó posesión del cargo el 2 de marzo de 2001.
El segundo titular fue Francisco Javier Enériz Olaechea, Doctor en Derecho y funcionario de la Administración de la Comunidad Foral de Navarra, quien, tras su nombramiento por el Pleno del Parlamento de Navarra el 15 de marzo de 2007, tomó posesión de su cargo el 22 de marzo de 2007. Concluido su mandato, permaneció interinamente en funciones hasta la toma de posesión del tercer titular de la institución.
El Pleno del Parlamento de Navarra, en sesión celebrada el día 10 de marzo de 2022, nombró Defensor del Pueblo de la Comunidad Foral de Navarra, por un período de seis años a Patxi Vera Donazar, quien tomó posesión del cargo el 23 de marzo de 2022.

## Supervisión de la actividad de las Administraciones públicas de Navarra
La labor de supervisión de la actividad de las Administraciones públicas de Navarra por el Defensor del Pueblo de Navarra se extiende a: 
- La Administración de la Comunidad Foral de Navarra, sus organismos autónomos, sociedades públicas y demás entes públicos que de ella dependan.
- Las entidades locales de Navarra (municipios, concejos, mancomunidades, consorcios), sus organismos autónomos, sociedades públicas y demás entes públicos que de ellas dependan.
- La Administración parlamentaria y la actividad administrativa de las instituciones creadas por el Parlamento de Navarra.
- Los servicios gestionados por personas físicas o jurídicas mediante concesión administrativa.
- Cualquier organismo o entidad, persona jurídica o física, que actúe en un servicio público estando sometida a algún tipo de control o tutela administrativa en todo lo que afecte a las materias en que la Comunidad Foral de Navarra tenga competencias.

La importancia de la labor de control del Defensor del Pueblo de Navarra se proyecta así sobre cerca de 30.000 funcionarios públicos, la Administración de la Comunidad Foral de Navarra y sus Departamentos, los organismos públicos (como el Servicio Navarro de Salud-Osasunbidea, la Agencia Navarra para la Autonomía de las Personas, el Instituto Navarro para la Igualdad…), las sociedades y fundaciones públicas, los 272 municipios, los 365 concejos, las mancomunidades, la Universidad Pública de Navarra, los colegios oficiales… En la práctica, su labor se centra, sobre todo, en el Gobierno de Navarra y en los municipios.

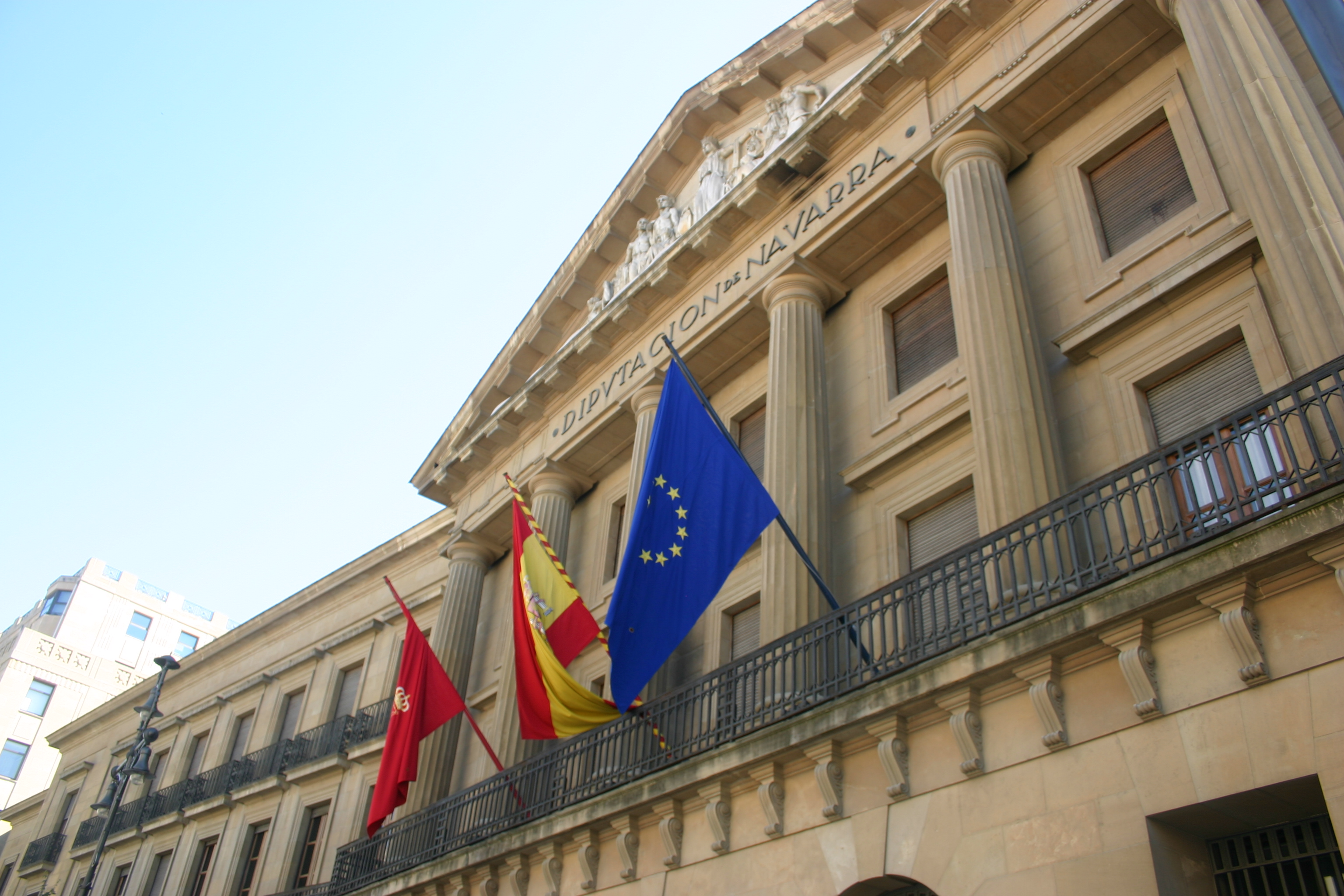
Palacio de Navarra, sede de la Diputación Foral

Esta labor de supervisión de la actividad de las Administraciones públicas de Navarra se traduce en:
- Iniciar y realizar una investigación para el esclarecimiento de actos o conductas producidos por las Administraciones públicas o por las entidades sometidas a su supervisión, que afecten a una persona o a un grupo de personas.
- Dirigir recomendaciones o recordar los deberes legales a los órganos competentes y al personal al servicio de las Administraciones públicas para procurar corregir actos ilegales o injustos.
- Dirigir sugerencias a los órganos competentes para lograr una mejora de los servicios de la Administración.
- Señalar las deficiencias de la legislación formulando recomendaciones a fin de dotar a la actuación administrativa y a los servicios públicos de la necesaria objetividad y eficacia en garantía de los derechos de los administrados. Estas recomendaciones pueden dirigirse al Parlamento de Navarra y a las Administraciones públicas de Navarra.
- Emitir informes, en el área de su competencia, a solicitud del Parlamento de Navarra o de cualquiera de las Administraciones o entidades sometidas a su ámbito de supervisión.
- Efectuar visitas de inspección a cualquier servicio o dependencia de los organismos y entidades sometidos a su supervisión, examinando o demandando documentos, oyendo a órganos, personal al servicio de las Administraciones públicas y solicitando las informaciones que estime convenientes.
- Procurar, en colaboración con los órganos y servicios competentes, las soluciones más adecuadas en defensa de los intereses legítimos de las personas.
- Procurar la adecuación de los órganos administrativos a los principios de objetividad, eficacia, jerarquía, descentralización, desconcentración, coordinación y sometimiento pleno a la Ley y al Derecho.
- Velar porque la Administración resuelva expresamente, en tiempo y forma, las peticiones y recursos que le hayan formulado los ciudadanos.
- Solicitar mediante citación la comparecencia de cualquier persona que ostente la condición de personal al servicio de las Administraciones que razonablemente pueda dar información relacionada con el asunto a investigar.
- Divulgar, a través de todos los medios a su alcance y, en particular, a través de los medios de comunicación pública, la naturaleza de su trabajo, sus investigaciones y el informe anual. A tal efecto, los medios de comunicación de titularidad de la Comunidad Foral deben facilitar espacios al Defensor del Pueblo de Navarra cuando este lo estime conveniente para el mejor desarrollo de sus funciones y el conocimiento público de su actividad.
- Iniciar la acción de responsabilidad de oficio o dirigirse al órgano o institución competente para que exija, en su caso, la responsabilidad que corresponda cuando el Defensor del Pueblo de Navarra entiende que procede la exigencia de responsabilidad a cualquier autoridad, agente o personal al servicio de cualquiera de las Administraciones públicas.

Dicha labor supervisora alcanza tanto a los actos y resoluciones, como a la omisión de los mismos, es decir, afecta tanto a la actividad, como a la pasividad, de la función de las Administraciones públicas y de sus agentes.
Como se ha dicho, la función supervisora del Defensor del Pueblo de Navarra se proyecta sobre cualquier materia en la que la Comunidad Foral de Navarra tenga atribuidas competencias en virtud de la Ley Orgánica de Reintegración y Amejoramiento del Régimen Foral de Navarra. Aun así, también puede extenderse su función, con condiciones y de un modo indirecto, a la Administración de Justicia, las actividades entre privados sometidos a tutela administrativa o la actividad normativa o ejecutiva de la Administración del Estado.
Así, en materia de justicia, cuando el Defensor del Pueblo de Navarra recibe quejas relativas al funcionamiento de la Administración de Justicia en la Comunidad Foral, debe dirigirlas al Ministerio Fiscal o al Consejo General del Poder Judicial y hacer referencia expresa de esas quejas en el informe general que anualmente expone al Parlamento de Navarra. En todo caso, previamente a ello, puede trasladar tales quejas al órgano judicial afectado, a la Audiencia Provincial, o al Tribunal Superior de Justicia de Navarra. En la práctica, el Defensor del Pueblo de Navarra traslada estas quejas al Presidente del Tribunal Superior de Justicia de Navarra, quien se encarga de su tramitación y, en su caso, información al Defensor del Pueblo de Navarra. Precisamente, es el presidente del Tribunal Superior de Justicia de Navarra el representante del Poder Judicial en la Comunidad Foral de Navarra y quién puede presentar ante el Parlamento de Navarra la memoria anual respectiva del Tribunal Superior de Justicia de Navarra.
Cuando las actuaciones se han realizado con ocasión de los servicios prestados por particulares en virtud de un acto administrativo habilitante, el Defensor del Pueblo de Navarra puede dirigirse a las autoridades administrativas competentes e instarles el ejercicio de sus potestades de inspección y sanción.
Cuando la deficiencia en el funcionamiento proviene de la actividad normativa o ejecutiva de la Administración del Estado, o incluso del Gobierno o de las Cortes Generales, el Defensor del Pueblo de Navarra, de oficio o a instancia de parte, puede dirigirse de forma razonada al Defensor del Pueblo de España para solicitar a este que, si lo considera oportuno, interponga o ejercite el recurso de inconstitucionalidad o el recurso de amparo, o dirija recomendaciones o sugerencias a la Administración del Estado causante de las deficiencias en el o competente para la modificación de las normas.

## Elección, nombramiento y toma de posesión
El Defensor del Pueblo de Navarra se elige por el Parlamento de Navarra para un periodo de seis años.
Puede ser elegida Defensor del Pueblo de Navarra cualquier persona que se encuentre en pleno disfrute de sus derechos civiles y políticos y que goce de la condición política navarra. Por tanto, ha de ser español, tener la vecindad administrativa en un municipio de Navarra y no encontrarse inhabilitado o incapacitado.
Para su elección, la Comisión de Régimen Foral del Parlamento de Navarra debe proponer, mediante el voto favorable de las tres quintas partes de sus miembros, el candidato a Defensor del Pueblo de Navarra. Propuesto el candidato, la Mesa del Parlamento de Navarra debe convocar, en término no inferior a quince días, el Pleno del Parlamento de Navarra para proceder a la elección. Para ser designado Defensor del Pueblo de Navarra, se requiere obtener el voto favorable de las tres quintas partes de los miembros del Parlamento de Navarra (treinta de cincuenta parlamentarios forales). Si no se alcanza la mayoría indicada, la Comisión de Régimen Foral ha de reunirse en el plazo máximo de un mes para formular una nueva propuesta.

Conseguida la mayoría de tres quintos, el candidato queda designado Defensor del Pueblo de Navarra.

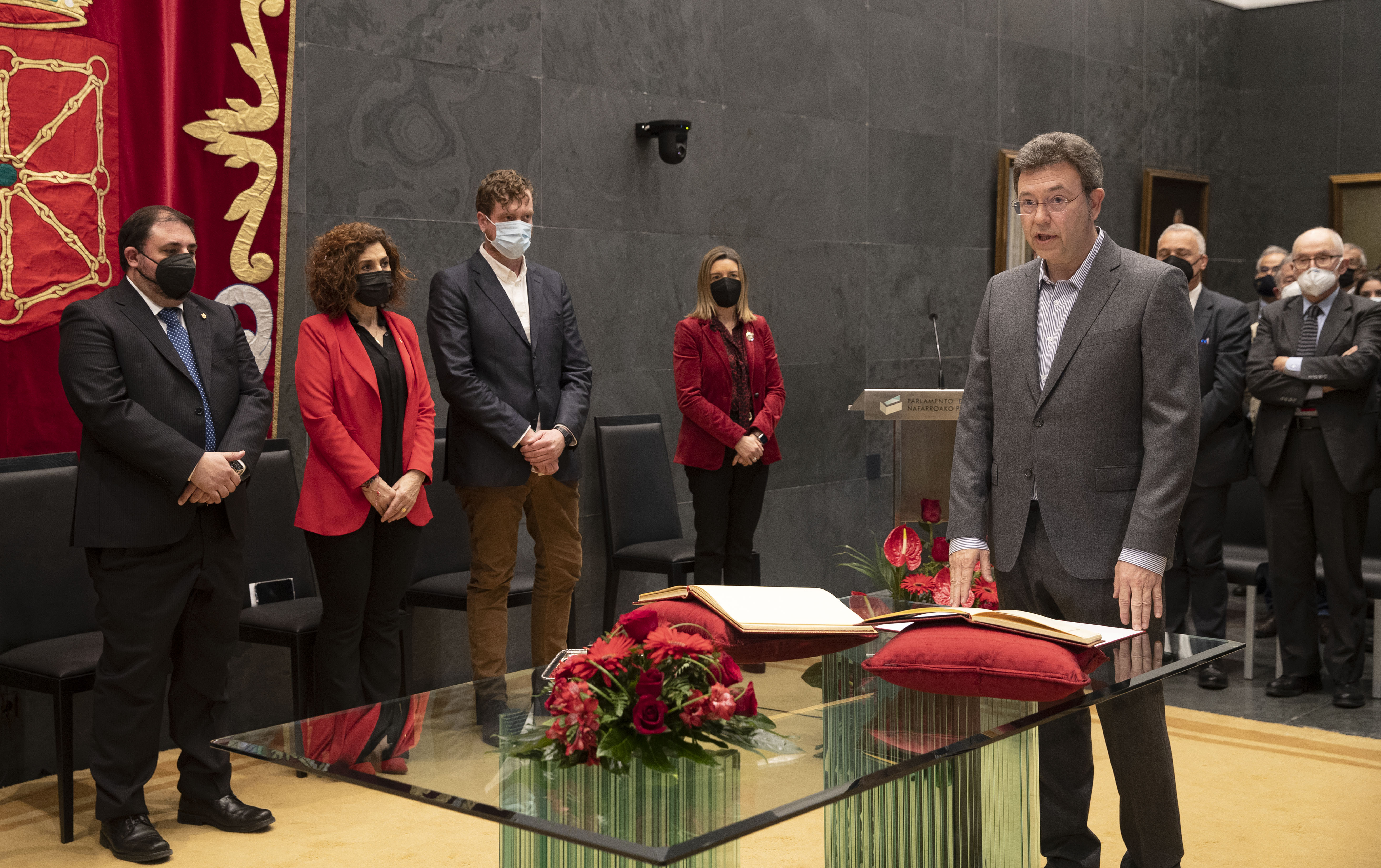
Toma de posesión de Patxi Vera Donazar, actual Defensor del Pueblo de Navarra

La mayoría necesaria para la elección del Defensor del Pueblo de Navarra ha sido el mayor punto de controversia y de modificaciones de la Ley Foral 4/2000, de 3 de julio, reguladora de la institución. La redacción originaria del artículo 2 de la Ley 4/2000, de 3 de julio, estableció que la elección del Defensor del Pueblo de Navarra requeriría el voto favorable de las tres quintas partes de los miembros del Pleno del Parlamento de Navarra (30 parlamentarios forales de los 50 que lo componen).
Posteriormente, la Ley Foral 3/2005, de 7 de marzo, modificó esta redacción y rebajó la mayoría especial requerida para la elección a la mayoría absoluta de los miembros del Pleno (26 parlamentarios forales de los 50) en la primera votación; si ningún candidato alcanzaba esta mayoría, se preveía la realización de una segunda votación, en la que serían candidatos los dos que anteriormente hubieran obtenido mayor número de votos, resolviéndose la elección a favor del candidato que obtuviese mayor número de votos (si solo había un único candidato, en segunda votación se resolvía por mayoría simple).
La Ley Foral 3/2008, de 21 de febrero, modificó de nuevo la redacción del artículo 2, para recuperar la redacción original y con ello el requisito de la mayoría favorable al candidato de las tres quintas partes de los miembros del Pleno del Parlamento de Navarra (30 parlamentarios forales de los 50).
El Presidente del Parlamento de Navarra acredita con su firma el nombramiento del Defensor del Pueblo de Navarra, que ha de publicarse en el Boletín Oficial de Navarra.
El Defensor del Pueblo de Navarra debe tomar posesión de su cargo ante la Mesa del Parlamento, prestando juramento o promesa de respetar el régimen foral de Navarra, acatar la Constitución Española y las leyes, así como de desempeñar fielmente su función.

## Autonomía, prerrogativas e incompatibilidades
El Defensor del Pueblo de Navarra se concibe como un órgano parlamentario, pero ello no obsta para que actúe autónomamente, con objetividad e imparcial, en su función de protección y defensa de los derechos de los ciudadanos.
La Ley que lo regula declara que no está sujeto a mandato imperativo alguno, no recibe instrucciones de ninguna autoridad y desempeña sus funciones con autonomía y según su criterio. Su autonomía funcional y su libertad de criterio se aseguran también con la autonomía orgánica, pues nombra a su personal asesor y de confianza y propone a su Adjunto, y con la autonomía presupuestaria, pues elabora su anteproyecto de presupuestos y lo somete a la aprobación del Parlamento de Navarra.
Goza del sistema de garantías de inviolabilidad e inmunidad y dispone del aforamiento establecido con carácter general en la legislación vigente para las instituciones autonómicas equivalentes al Defensor del Pueblo y, en concreto, las correspondientes a los miembros del Parlamento de Navarra, de acuerdo con la Ley Orgánica de Reintegración y Amejoramiento del Régimen Foral de Navarra.
De este modo, goza, aún después de haber cesado en su mandato, de inviolabilidad por las opiniones manifestadas y por las resoluciones emitidas en el ejercicio de su cargo. 
No puede ser retenido ni detenido durante el período de su mandato por los actos delictivos cometidos en el ámbito territorial de Navarra, sino en caso de flagrante delito (inmunidad).
La decisión sobre su inculpación, prisión, procesamiento y juicio corresponde en todo caso al Tribunal Superior de Justicia de Navarra (aforamiento). Fuera del ámbito territorial de Navarra, la responsabilidad penal es exigible, en los mismos términos, ante la correspondiente Sala del Tribunal Supremo.
La correspondencia y las comunicaciones por cualquier medio que se produzcan entre cualesquiera personas y el Defensor del Pueblo de Navarra, o su Adjunto o asesores o colaboradores, no pueden ser objeto de control, escucha, censura o interferencia alguna. Este supuesto incluye las comunicaciones remitidas desde cualquier centro de detención, custodia o internamiento de personas.

## Incompatibilidades
Para asegurar su independencia y objetividad, la condición de Defensor del Pueblo de la Comunidad Foral de Navarra es incompatible con:
1. todo mandato representativo de elección popular;
2. cualquier cargo político de libre designación;
3. con la afiliación a un partido político, sindicato u organización patronal;
4. con el desempeño de funciones directivas en una asociación o fundación;
5. con la permanencia en el servicio activo en cualquier Administración pública;
6. con el ejercicio de las carreras judicial o fiscal;
7. con el ejercicio de cualquier actividad profesional, liberal, mercantil o laboral.

No puede tampoco realizar actividad alguna de propaganda política, por lo que debe mantenerse neutral en sus manifestaciones de carácter político.
Corresponde a la Comisión de Régimen Foral del Parlamento de Navarra dictaminar, por mayoría de tres quintas partes de sus votos, cualquier estado de duda o controversia sobre las situaciones de incompatibilidad que puedan afectar al Defensor del Pueblo de Navarra. Su dictamen se eleva al Pleno del Parlamento de Navarra, para que adopte la decisión que corresponda.

## Cese
El Defensor del Pueblo de Navarra cesa por alguna de las siguientes causas:
1. por renuncia expresa, que debe comunicar a la Mesa del Parlamento de Navarra;
2. por expiración del plazo para el que fue designado;
3. por fallecimiento o incapacidad sobrevenida;
4. por destitución por el Parlamento de Navarra, a consecuencia de actuar con notoria negligencia en el desempeño de su cargo;
5. por haber sido condenado por delito doloso mediante sentencia firme;
6. por incompatibilidad sobrevenida;
7. por pérdida de la condición política de navarro o del pleno disfrute de los derechos civiles o políticos.

La vacante en el cargo se declara por el presidente del Parlamento de Navarra, en los casos de fallecimiento, renuncia y expiración del plazo de mandato. En los demás casos, se debe decidir por mayoría de tres quintas partes de los Parlamentarios, mediante debate y previa audiencia del interesado.
Vacante el cargo, se ha de iniciar el procedimiento para nombrar nuevo Defensor del Pueblo de Navarra en un plazo no superior a un mes.
En los casos de cese o incapacidad temporal del Defensor del Pueblo de Navarra, y en tanto, en su caso, el Parlamento de Navarra no proceda a una nueva designación, desempeña sus funciones interinamente el Adjunto al Defensor del Pueblo de Navarra. Si no hubiera Adjunto, pero sí Defensor del Pueblo de Navarra, continúa este sus funciones interinamente hasta que se proceda a la nueva designación.

## El Adjunto
El Defensor del Pueblo de Navarra puede estar auxiliado por un Adjunto, en el que puede delegar sus funciones y que le sustituye en el ejercicio de las mismas en los supuestos de imposibilidad temporal y en los de cese. En ningún caso se le pueden delegar la relación o la actuación frente a actividades estrictamente administrativas del Parlamento de Navarra, el Gobierno de Navarra o los Consejeros.
Para el nombramiento, y lo mismo para la separación, del Adjunto, se precisa previamente la conformidad de las tres quintas partes de los miembros de la Comisión de Régimen Foral del Parlamento de Navarra.
El nombramiento y el cese del Adjunto se han de publicar en el Boletín Oficial de Navarra.
Al Adjunto le son de aplicación las mismas normas de capacidad, incompatibilidad y cese, y las mismas garantías de inviolabilidad e inmunidad, que al Defensor del Pueblo de Navarra.
El Adjunto cesa automáticamente en el momento de la toma de posesión de un nuevo Defensor del Pueblo de Navarra nombrado por el Parlamento del Navarra.
El Adjunto que desempeña interinamente las funciones de Defensor del Pueblo de Navarra debe mantener en sus funciones al personal asesor de la oficina del Defensor del Pueblo de Navarra. No obstante, puede cesar a dicho personal asesor si obtiene la previa aprobación de la Comisión de Régimen Foral del Parlamento de Navarra.
Desde la elección del primer Defensor del Pueblo de Navarra, no se ha nombrado ningún Adjunto.

## Relaciones con el Parlamento de Navarra. Informe anual e informes especiales
En su labor, el Defensor del Pueblo de Navarra se dirige al Parlamento de Navarra del que es su alto comisionado para la protección de los derechos de los ciudadanos, a través del Presidente de este.
No obstante, es la Comisión de Régimen Foral del Parlamento de Navarra la encargada de relacionarse con el Defensor del Pueblo de Navarra e informar al Pleno en cuantas ocasiones sea necesario.
La actividad del Defensor del Pueblo de Navarra no se interrumpe en los casos en que el Parlamento de Navarra no esté reunido o haya expirado su mandato. En estos supuestos el Defensor del Pueblo de Navarra se ha de dirigir a la Comisión Permanente del Parlamento. Tampoco siquiera la declaración de los estados de excepción o de sitio interrumpe la actividad del Defensor del Pueblo de Navarra, ni el derecho de los ciudadanos de acceso al mismo.
A pesar de su autonomía de criterio, el Defensor del Pueblo de Navarra está obligado a dar cuenta anualmente al Parlamento de Navarra de su gestión realizada en un informe, que ha de presentar en el periodo ordinario de sesiones. Es el denominado informe anual o general de su actividad.
En este informe anual, el Defensor del Pueblo de Navarra da cuenta del número y tipo de quejas presentadas, de las que han sido rechazadas y de sus causas, así como de las cuestiones que han sido objeto de investigación y del resultado de la misma, especificando las advertencias, sugerencias, recordatorios o recomendaciones admitidas por la Administración. En el informe no pueden constar datos de carácter personal que permitan la pública identificación de los interesados en el procedimiento investigador, sin perjuicio de la mención a las autoridades o funcionarios no colaboradores. El informe anual ha de contener, igualmente, un anexo cuyo destinatario es el Parlamento, en el que ha de constar la liquidación del presupuesto de la institución. Un resumen del informe se expone oralmente por el Defensor del Pueblo de Navarra, primero, ante la Comisión de Régimen Foral del Parlamento de Navarra, y luego, ante el Pleno de la Cámara, pudiendo a continuación en los dos casos intervenir los grupos parlamentarios para fijar su postura.
Cuando la gravedad, importancia o urgencia de los hechos se lo aconsejen, el Defensor del Pueblo de Navarra puede presentar un informe extraordinario o monográfico. Son los llamados informes especiales. Dichos informes se presentan a la Comisión de Régimen Foral cuando el Parlamento de Navarra está reunido, o han dirigirse a la Comisión Permanente cuando el Parlamento de Navarra no esté reunido.
Los informes anuales y los especiales, extraordinarios o monográficos, han de publicarse en el Boletín Oficial del Parlamento de Navarra.

## Las investigaciones
Una de las funciones principales del Defensor del Pueblo de Navarra es practicar investigaciones conducentes al esclarecimiento de actos, omisiones o resoluciones de las Administraciones públicas de Navarra, de sus autoridades, funcionarios y, en general, de cualquier persona que actúe al servicio de una Administración pública navarra, siempre que la investigación guarde relación con el respeto debido a los derechos y libertades constitucionales.
Estas investigaciones pueden realizarse tanto de oficio como a instancia de parte, por lo que el Defensor del Pueblo de Navarra dispone de una amplia capacidad de iniciativa para abordar aquellos aspectos de la actividad administrativa de Navarra que considere oportuno o que le planteen los ciudadanos.
También pueden solicitar la práctica de una investigación los Parlamentarios Forales individualmente, la Comisión de Régimen Foral o las Comisiones de Investigación creadas por el Parlamento de Navarra. La solicitud ha de realizarse mediante escrito motivado y definir con precisión el objeto, para poder comprobar que se persigue el esclarecimiento de actos, omisiones y conductas concretas producidas en cualquiera de las Administraciones públicas de Navarra y que afectan a una persona o grupo de personas.
Cuando en el ejercicio de las funciones propias de su cargo, el Defensor del Pueblo de Navarra tiene conocimiento de una conducta o hechos presuntamente delictivos, lo debe poner de inmediato en conocimiento del Ministerio Fiscal. El Fiscal Superior de Navarra puede informar al Defensor del Pueblo de Navarra, cuando este lo solicite, del trámite en que se hallen las actuaciones iniciadas a su instancia.
Todas estas investigaciones y, en general, el ejercicio de las facultades y competencias el Defensor del Pueblo de Navarra se llevan a cabo mediante medios informales y expeditivos, sin que puedan alegarse formalidades o excusas burocráticas para impedir la investigación o retrasarla injustificadamente.

## Quejas
El mayor volumen de la actividad del Defensor del Pueblo de Navarra viene determinado por la recepción, análisis y resolución de las quejas que le plantean los ciudadanos ante actos u omisiones de las Administraciones públicas de Navarra.
Cualquier persona, física o jurídica, que invoque un interés legítimo, puede dirigirse al Defensor del Pueblo de Navarra, sin restricción alguna, y plantearle una queja. El concepto de interés legítimo es muy amplio, pues basta realmente con que haya un interés personal y que ese interés no sea ilegítimo o basado en la mala fe, para que la queja se admita.
No constituyen impedimento para dirigirse al Defensor del Pueblo de Navarra ni la nacionalidad, ni la residencia, la vecindad civil o administrativa, el sexo, la raza, la minoría de edad, la incapacidad legal del sujeto, el internamiento en un centro penitenciario o de reclusión, ni, en general, cualquier relación especial de sujeción o dependencia de una Administración o poder público.
Las únicas personas que no pueden presentar una queja ante el Defensor del Pueblo de Navarra son, lógicamente, las autoridades administrativas en asuntos de su competencia, pues a ellas les compete la solución de ese problema. Por ello, cabe la presentación de quejas por las autoridades cuando los asuntos no sean de su competencia, sino de otras Administraciones públicas.
La presentación de la queja está sujeta a los menores formalismos posibles. Solo se precisa que se presente por escrito, firmada por el interesado, con indicación de su nombre, apellidos, domicilio y documento nacional de identidad o carta de identificación. De toda queja se acusa recibo.
Todas las actuaciones del defensor del Pueblo de Navarra son gratuitas para el interesado y no es preceptiva la asistencia de letrado ni de procurador.
La queja ha de presentarse en el plazo máximo de un año contado a partir del momento en que tuviera conocimiento de los hechos objeto de la misma.
El defensor del Pueblo de Navarra debe rechazar las quejas cuando: a-) sean anónimas, b-) el interesado haya dejado pasar un año desde que tuvo conocimiento de los hechos, c-) exista sentencia firme sobre los mismos hechos o d-) esté pendiente resolución judicial sobre los mismos hechos. Asimismo, debe suspender la tramitación de la queja si, iniciada su actuación, se interpusiera por persona interesada, denuncia, querella, demanda o recurso ante los tribunales o se incoaran autos en los mismos. La inadmisión por causa judicial no impide, sin embargo, la investigación sobre los problemas generales planteados en la queja presentada.
El Defensor del Pueblo de Navarra puede rechazar las quejas cuando advierta en ellas mala fe, carencia de fundamento o inexistencia de pretensión, o que con su tramitación se irroga perjuicio al legítimo derecho de tercera persona. También puede rechazarlas cuando el ciudadano no se haya dirigido previamente a la Administración.
Las decisiones en cuya virtud se rechace la queja no son susceptibles de recurso. En todo caso, el nombre de la persona que ejercite la queja y que sea rechazada ha de mantenerse en secreto.
Admitida la queja, el Defensor del Pueblo de Navarra promueve la oportuna investigación para el esclarecimiento de los supuestos de la misma. Dicha investigación es sumaria e informal.
Para ello, debe dar cuenta del contenido sustancial de la solicitud al organismo o a la dependencia administrativa procedente, con el fin de que por su jefe, en el plazo máximo de quince días hábiles, se remita informe escrito, declaración o documentación. Tal plazo puede ser ampliado por el Defensor del Pueblo de Navarra cuando concurran circunstancias que se lo aconsejen.

## Propuestas ciudadanas
Desde el año 2008, la institución promueve la participación de los ciudadanos en la mejora de los servicios públicos, animándoles a que presenten propuestas de mejora de tales servicios, que, en algunos casos, incluso se transforman en propuestas de modificación normativa.
Así, hasta el 31 de diciembre de 2020, los ciudadanos han presentado 329 propuestas de mejora en distintas materias: hacienda, educación, vivienda, acceso a un empleo público, medio ambiente, políticas sociales, sanidad, justicia, consumo, administración penitenciaria, comunicación, servicios públicos…
La institución traslada esas propuestas de los ciudadanos a la Administración pública competente o al Defensor del Pueblo de España, si son competencia del Estado y, en la medida en que las considere razonables, las defiende ante esas otras instituciones.

## Resoluciones
Bien como resultado de las quejas de los ciudadanos, bien como resultado de sus actuaciones de oficio o de sus informes, el Defensor del Pueblo de Navarra puede pronunciarse sobre la actividad de las Administraciones públicas de Navarra, formulando a estas recomendaciones, sugerencias o recordatorios de deberes legales.
Las recomendaciones se suelen emplear para los casos en que se detecta una posible lesión de los derechos de los ciudadanos, postulando un cambio de actitud y una reparación de la situación perjudicial creada a una persona o grupo de personas.
Las sugerencias se emplean cuando, sin observarse una lesión, se pretende un cambio de la conducta que la Administración ha seguido hasta ahora, para mejorar el ejercicio de los derechos de los ciudadanos, y también para proponer cambios de las normas que sean lesivas de los derechos de los ciudadanos o de aquellas normas que admiten una diferente redacción más favorable al ejercicio de los derechos constitucionales. Especial importancia tienen las sugerencias normativas, pues la ley faculta al Defensor del Pueblo de Navarra para sugerir al Parlamento de Navarra o a la Administración competente la modificación de leyes y de otras normas si como consecuencia de sus investigaciones llega al convencimiento de que el cumplimiento riguroso de dichas normas puede provocar situaciones injustas o perjudiciales para los ciudadanos.
Los recordatorios de deberes legales se emplean en los casos en que se observa un posible incumplimiento de los mandatos que establecen las leyes a la Administración o a su personal.
En ningún caso el Defensor del Pueblo de Navarra tiene competencia para modificar o anular los actos y resoluciones de la Administración. No se trata de un poder (potestas), sino de una autoridad (auctoritas) que sugiere la modificación de los criterios utilizados por la Administración para la producción de disposiciones, actos y resoluciones.
Tampoco la intervención del Defensor del Pueblo de Navarra puede suspender o suspende el trascurso de los plazos fijados por el ordenamiento para la impugnación de actos y disposiciones o de prescripción o caducidad.
Las recomendaciones, sugerencias o recordatorios no son de obligado cumplimiento para la Administración. Si formulados estos, la autoridad administrativa no produce, dentro de un plazo que no excederá los dos meses, una medida adecuada en el sentido de la resolución, justificándolo, o dicha autoridad no informa al Defensor del Pueblo de Navarra de las razones que estime para no adoptarlas, el Defensor del Pueblo de Navarra debe incluir el caso en su informe anual o en un informe especial, mencionando expresamente los nombres de las autoridades o personal al servicio de las Administraciones públicas que no hayan adoptado una actitud favorable en los asuntos en que, considerando el Defensor del Pueblo de Navarra que era posible una solución positiva, esta no se ha conseguido.
Precisamente, por ese carácter no vinculante de las resoluciones del Defensor del Pueblo de Navarra, no cabe interponer, ni por las autoridades ni por los particulares,  recurso alguno contra las resoluciones.
El Defensor del Pueblo de Navarra debe informar a quien sea parte interesada del resultado de sus investigaciones y gestión, así como de la respuesta que hubiese dado la Administración o el personal a su servicio implicado.
Cuando la intervención se haya iniciado a solicitud de un parlamentario foral o del Parlamento de Navarra, el Defensor del Pueblo de Navarra debe informarles, al término de sus investigaciones, de los resultados alcanzados. Igualmente, cuando decida no intervenir, debe informar razonando su desestimación.
En todo caso, el Defensor del Pueblo de Navarra debe comunicar el resultado positivo o negativo de sus investigaciones a la autoridad, persona funcionaria o empleada o dependencia administrativa en relación con la que se haya suscitado aquella.

## Deber de colaboración de las autoridades y Administraciones públicas con el Defensor del Pueblo de Navarra
Todos los poderes públicos y organismos de la Comunidad Foral están obligados a auxiliar, con carácter preferente y urgente, al Defensor del Pueblo de Navarra en sus investigaciones e inspecciones.
La actitud negativa o negligente de la autoridad o del personal al servicio de las Administraciones públicas al envío del informe inicial o documentación solicitados o al acceso a estos, puede ser considerada por el Defensor del Pueblo de Navarra como hostil o entorpecedora de sus funciones, haciéndola pública de inmediato y destacando tal calificación en su informe anual o, en su caso, en un informe especial, al Parlamento de Navarra. De igual modo, se procede con cualquier actitud que impida o dificulte la actividad del Defensor del Pueblo de Navarra.
Tampoco se le puede negar al Defensor del Pueblo de Navarra, ni a su Adjunto, ni a la persona en la que estos deleguen, el acceso (ni físico ni administrativo) a centros públicos o vinculados con servicios públicos, documentos administrativos, expedientes administrativos o a otros relacionados con el objeto de la investigación, para comprobar cuantos datos sea menester, hacer las entrevistas personales pertinentes o proceder al estudio de los expedientes y documentación necesarios.
El superior jerárquico o el organismo que prohíba a la persona funcionaria o empleada a sus órdenes o servicio responder a la requisitoria del Defensor del Pueblo de Navarra o entrevistarse con él, debe manifestarlo por escrito debidamente motivado, dirigido al funcionario y al propio Defensor del Pueblo de Navarra. Éste dirigirá en adelante cuantas actuaciones investigadoras sean necesarias al referido superior jerárquico o Director del organismo.
Tampoco la calificación de un documento o información como secreto oficial de acuerdo con la legislación vigente puede impedir la posibilidad de que el Defensor del Pueblo de Navarra solicite conocerlos, en los términos previstos en la ley en cada momento. No obstante, el Gobierno de Navarra, mediante acuerdo motivado, puede denegar el acceso del Defensor del Pueblo de Navarra a dicha información o documentación. Este, si estima que el conocimiento de dicha información o documentación es fundamental para el buen fin de la investigación, puede poner, en conocimiento del Parlamento de Navarra o del órgano, institución competente la decisión gubernamental. En estos casos, las investigaciones que realice el Defensor del Pueblo de Navarra o su personal dependiente han de producirse dentro de la más estricta reserva, sin perjuicio de las consideraciones que aquel, en el marco de la legalidad, considere oportuno incluir en los informes al Parlamento de Navarra.
La persistencia de una actitud hostil o entorpecedora de la labor investigadora del Defensor del Pueblo de Navarra por parte de cualquier organismo, o persona que ostente la condición de personal al servicio de las Administraciones públicas, puede ser objeto de un Informe especial, además de destacarlo en la sección correspondiente de su informe anual. El Defensor del Pueblo de Navarra puede incluso identificar a quienes persistan en la negativa a cumplir sus resoluciones u obstaculicen el ejercicio de sus funciones, previa puesta en conocimiento de todo ello a la máxima autoridad responsable.
El artículo 502.2 del Código Penal sanciona, como autor de un delito de desobediencia y contra las instituciones del Estado y la división de poderes, a la autoridad o funcionario que obstaculice la investigación del Defensor del Pueblo de Navarra, negándose o dilatando indebidamente el envío de los informes que este solicite o dificultando su acceso a los expedientes o documentación administrativa necesaria para tal investigación.
Mediante la Resolución 43/2007, de 9 de noviembre, del Defensor del Pueblo de la Comunidad Foral de Navarra, se creó el Registro de Administraciones y Entidades no colaboradoras con la Institución. La Resolución aparece publicada en el Boletín Oficial del Parlamento de Navarra de 30 de noviembre de 2007. A través de este Registro, se hacen públicas las Administraciones y entidades que no remiten la información que el Defensor les solicita en las investigaciones e inspecciones que lleva a cabo, las que no contestan a las recomendaciones, recordatorios de deberes legales y sugerencias que les formula y las que no aceptan el pronunciamiento de la institución y no justifican adecuadamente las razones para no hacerlo.
La Ley Foral 15/2021, de 22 de septiembre, añadió un artículo 29 bis a la Ley Foral reguladora de la institución, con el fin de incluir la posibilidad de que el Defensor del Pueblo de Navarra pueda imponer medidas coercitivas mediante multas periódicas de un importe suficiente y adecuado a aquellas administraciones públicas que, pese a los reiterados requerimientos efectuados, no remitan, como es su deber legal, la información o documentación requerida o no respondan a sus resoluciones, con menoscabo de la función de supervisión de esta institución nacida para velar por los derechos de los ciudadanos. 
El nuevo precepto legal contempla que, en el caso de que una administración pública o una entidad no remita, en todo o en parte, la información o documentación requerida o no responda a las resoluciones en el plazo establecido, el Defensor del Pueblo de Navarra, previo un último apercibimiento para que se remita la misma en el plazo de diez días hábiles, podrá adoptar cualesquiera de las medidas siguientes: 
- Imponer multas coercitivas de 1.500 euros a las administraciones o entidades responsables, pudiendo reiterar la multa cada veinte días hasta el cumplimiento íntegro de lo requerido.
- Hacer pública la actitud incumplidora de las administraciones o entidades que resulten responsables en su página web, en su informe anual o en un informe especial, en los medios de comunicación y dar traslado de la conducta al Parlamento de Navarra, para su conocimiento.

## Servicio de Mediación
El 22 de febrero de 2021 la Mesa del Parlamento de Navarra modificó el artículo 20.3 del Reglamento de Organización y Funcionamiento del Defensor del Pueblo de Navarra, con el fin de reforzar e impulsar las funciones de mediación reconocidas anteriormente a la institución en este mismo precepto. 
La modificación establece que la institución del Defensor del Pueblo de Navarra podrá desempeñar funciones de institución de mediación, facilitando el acceso y administración de la mediación, incluida la designación de mediadores. Para el ejercicio de estas funciones, el Defensor del Pueblo de Navarra puede auxiliarse de mediadores externos o suscribir convenios con asociaciones de mediación.
Estas funciones relacionadas con la mediación quedan separadas de las restantes que ejerce la institución (se pretende dotarlas de autonomía propia en su desarrollo) y, para la mejor organización de su desempeño, el Defensor ha establecido, mediante la Resolución 3/2021, de 3 de marzo,  un área funcional, denominada “Servicio de Mediación”, de cuya gestión se encarga un asesor.
La mediación se entiende como aquel medio de solución de controversias en que dos o más partes intentan voluntariamente alcanzar por sí mismas un acuerdo con la intervención de un mediador. Dicha mediación debe responder a los principios de voluntariedad en todas las fases, igualdad de oportunidades de las partes, imparcialidad de la institución, neutralidad del mediador y confidencialidad del procedimiento y de la documentación utilizada.
La mediación se inicia cuando lo soliciten las partes y muestren su conformidad con su desarrollo. La mediación también puede ser propuesta a las partes por el Defensor del Pueblo de Navarra cuando así lo estime oportuno a la vista del contenido del asunto.
La mediación administrativa puede tener lugar entre: a) la Administración pública competente y colectivos de ciudadanos y ciudadanas; b) la Administración competente y otras administraciones o entidades públicas; o c) la Administración competente y una persona física o jurídica, si, en este último supuesto, la institución considera que el asunto presenta relevancia para el interés general, social o comunitario.
Los acuerdos que se alcancen tendrán los efectos que determine el ordenamiento jurídico para cada caso.

## Relaciones con el Defensor del Pueblo (de las Cortes Generales)
El Defensor del Pueblo de Navarra es el alto comisionado del Parlamento de Navarra para la defensa y la mejora de la protección de los derechos constitucionales que a los ciudadanos les reconocen la Constitución y la Ley Orgánica de Reintegración y Amejoramiento del Régimen Foral de Navarra, en el ámbito de las competencias de la Comunidad Foral de Navarra, supervisando a las Administraciones públicas de Navarra y a sus agentes.
El Defensor del Pueblo es el alto comisionado de las Cortes Generales para la defensa de los derechos constitucionales de los ciudadanos y también puede supervisar a las Administraciones públicas de Navarra y a sus agentes.
El Defensor del Pueblo de Navarra es independiente y autónomo en sus funciones del Defensor del Pueblo. No recibe instrucciones de este, ni actúa conforme a los criterios de este. Ejerce las funciones que le encomienda su ley foral reguladora con autonomía, pero ello no obsta para que coordine sus funciones, en el marco de la legislación general, con las del Defensor del Pueblo designado por las Cortes Generales, prestando su cooperación cuando le sea solicitada en todo cuanto sea necesario y recabándola de aquel a los mismos efectos.
Por tanto, el Defensor del Pueblo de Navarra, en el ejercicio de sus funciones, puede dirigirse al Defensor del Pueblo designado por las Cortes Generales –y también a los Defensores del Pueblo o instituciones análogas de otras comunidades autónomas- para coordinar actuaciones que excedan del ámbito territorial de Navarra.
Incluso el Defensor del Pueblo de Navarra puede llegar a establecer acuerdos con el Defensor del Pueblo designado por las Cortes Generales para fijar criterios de actuaciones conjuntas a fin de materializar la coordinación, cooperación y colaboración entre ambas instituciones. Los acuerdos de carácter general a que lleguen han de ser notificados al Parlamento de Navarra, para su conocimiento y aprobación. Los acuerdos han de publicarse en el Boletín Oficial de Navarra.
El Defensor del Pueblo de Navarra, de oficio o a instancia de parte, puede dirigirse de forma razonada al Defensor del Pueblo, solicitando de este que, en defensa de los intereses ciudadanos, y siempre que lo considere oportuno, interponga o ejercite el recurso de inconstitucionalidad o el de amparo, o dirija recomendaciones o sugerencias a la Administración del Estado cuando las deficiencias en el funcionamiento de las Administraciones públicas de Navarra sean originadas por el deficiente funcionamiento de la Administración del Estado o deriven de normas de competencia estatal.

## Medios personales y materiales
El Defensor del Pueblo de Navarra puede designar y cesar libremente a sus asesores y personal de confianza necesarios para el ejercicio de sus funciones, dentro de los límites del Presupuesto que tenga aprobado. A este personal se le aplica el régimen jurídico del personal eventual al servicio del Parlamento de Navarra. Este personal cesa automáticamente en el momento de la toma de posesión del nuevo Defensor del Pueblo de Navarra.
El resto del personal del Defensor del Pueblo de Navarra es personal de plantilla del Parlamento de Navarra, correspondiéndole al Defensor la asignación de su destino, el poder disciplinario, excepto la separación del servicio, y los demás actos relativos a su situación laboral o funcionarial.
El Defensor del Pueblo de Navarra elabora el anteproyecto de su propio presupuesto, que se tramita de acuerdo con las normas que regulan el proyecto de Presupuesto del Parlamento de Navarra. La dotación económica del Defensor del Pueblo de Navarra constituye una partida del presupuesto del Parlamento de Navarra.
El Defensor del Pueblo de Navarra, a efectos de regímenes de contabilidad, intervención, autorización de gastos, contratación y adquisición de bienes y derechos, está sometido al mismo régimen que el Parlamento de Navarra.

## La Oficina de Atención Ciudadana
Dentro de la institución del Defensor del Pueblo de Navarra, existe la denominada “oficina de atención ciudadana”. No es una unidad orgánica dentro de la estructura de la institución, sino un área funcional, encargada de atender a los ciudadanos en primera instancia y, en particular, de ofrecerles información, orientación y, en su caso, asesoramiento sobre el modo de ejercer sus derechos de una forma mejor y más eficaz.
La Oficina de Atención Ciudadana recibe las consultas y visitas de los ciudadanos, en las que estos les exponen sus problemas de muy diversa índole. La información que suministra la oficina permite conocer a fondo cuáles son los problemas que más acucian a los ciudadanos que viven en Navarra, abundando los de claro componente o manifestación social y económica.
En 2020, el número de consultas registradas por la Oficina de Atención Ciudadana ascendió a 1.740 consultas.
En el 36,26% de las consultas, la formulación de la consulta fue realizada personal y directamente en la misma oficina, lo que acredita el carácter presencial y de atención directa que los ciudadanos prefieren y la naturaleza de servicio público que se presta con inmediatez y en el terreno de forma especializada.
En el 57,24% %  de los casos, la consulta se realizó de forma telefónica.
Tan solo un 6,32% de las consultas se hizo a través de internet.

## Datos estadísticos
ACTUACIONES REALIZADAS POR EL DEFENSOR DEL PUEBLO DE NAVARRA ENTRE 2007 Y 2019
|                                                         | 2020  | 2019  | 2018  | 2017  | 2016 | 2015  | 2014  | 2013  | 2012  | 2011  | 2010  | 2009  | 2008  | 2007 |
| ------------------------------------------------------- | ----- | ----- | ----- | ----- | ---- | ----- | ----- | ----- | ----- | ----- | ----- | ----- | ----- | ---- |
| Quejas recibidas                                        | 1.416 | 1.138 | 1.052 | 921   | 830  | 1.546 | 2.742 | 954   | 1.298 | 850   | 929   | 901   | 647   | 447  |
| Investigaciones realizadas                              | 839   | 816   | 794   | 787   | 677  | 652   | 631   | 736   | 698   | 713   | 811   | 667   | 452   | 361  |
| Recomendaciones, sugerencias y recordatorios de deberes | 316   | 335   | 401   | 380   | 362  | 396   | 417   | 598   | 532   | 559   | 358   | 332   | 241   | 170  |
| Actuaciones de oficio                                   | 17    | 14    | 25    | 23    | 35   | 30    | 17    | 28    | 35    | 35    | 45    | 30    | 27    | 16   |
| Propuestas ciudadanas                                   | 9     | 5     | 9     | 6     | 13   | 6     | 28    | 19    | 46    | 28    | 47    | 50    | 63    | 0    |
| Informes al Parlamento                                  | 2     | 3     | 3     | 1     | 2    | 3     | 2     | 1     | 3     | 3     | 5     | 8     | 8     | 1    |
| Consultas                                               | 1.740 | 1.625 | 1.398 | 1.231 | 910  | 1.193 | 1.223 | 1.217 | 1.428 | 1.209 | 1.506 | 1.080 | 1.529 | 996  |